# Hans-Jürgen Urban

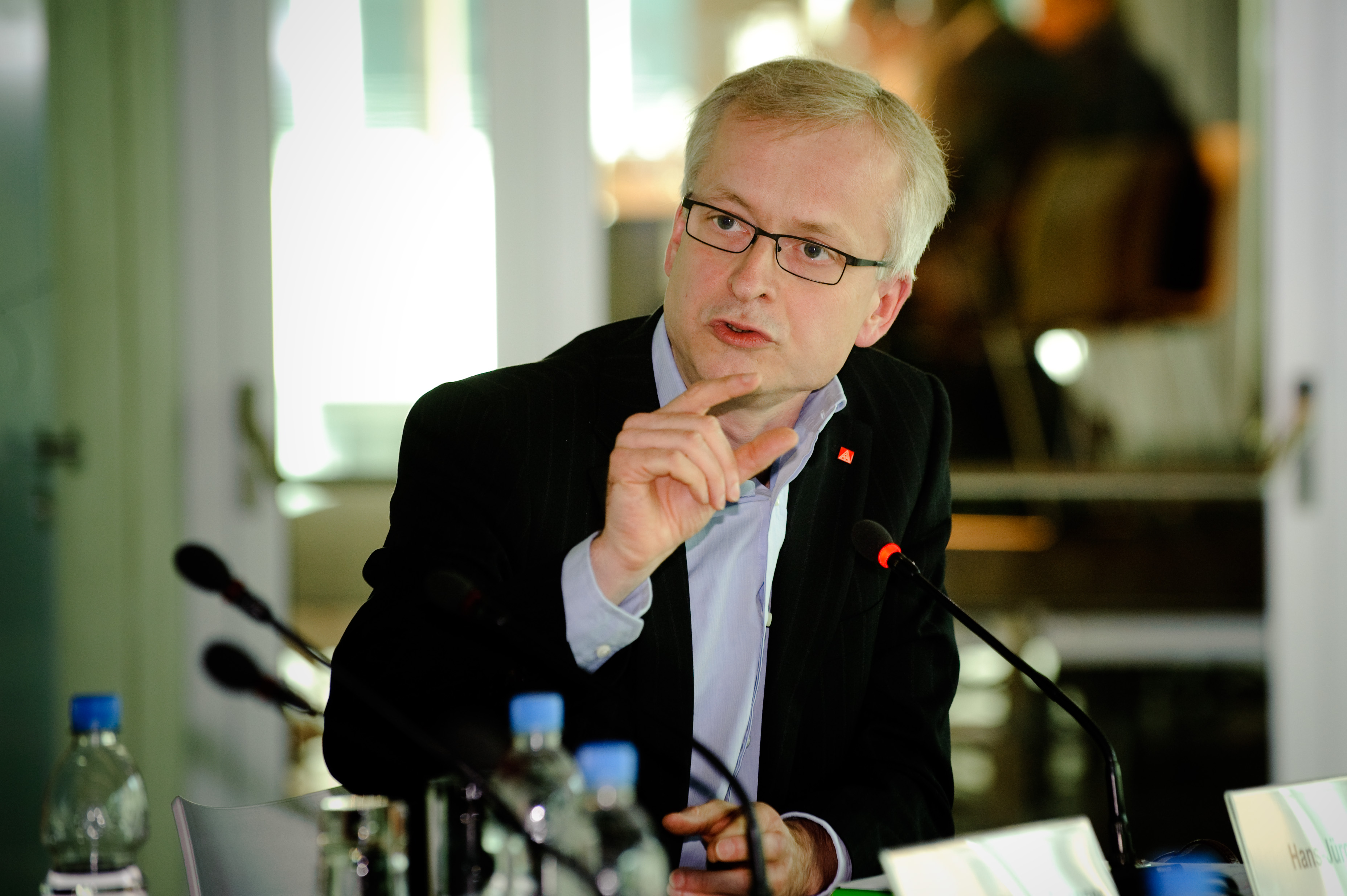
Hans-Jürgen Urban (2010)

Hans-Jürgen Urban (* 3. Juli 1961 in Neuwied) ist ein deutscher Gewerkschafter und Soziologe. Er ist seit dem 6. November 2007 Geschäftsführendes Vorstandsmitglied der IG Metall und seit Juni 2023 Honorarprofessor an der Friedrich-Schiller-Universität Jena.

## Leben
Urban wurde als Sohn des Straßenpflasterers Friedhard Urban und der Hausfrau Irmgard Urban in Neuwied am Rhein geboren. Dort besuchte er von 1968 bis 1972 die Grundschule und danach bis zum Abitur 1981 das Werner-Heisenberg-Gymnasium. Noch im gleichen Jahr begann er ein Studium der Politikwissenschaft, Wirtschaftswissenschaft und Philosophie in Bonn, welches er in Gießen und Marburg fortsetzte und 1989 mit dem Abschluss als Diplom-Politologe beendete. Das Thema der Diplomarbeit lautete Angestellte und gewerkschaftliche Gegenmacht. Zur Angestelltenpolitik der IG Metall in der Umbruchkrise.
Im Jahr 1984 trat Hans-Jürgen Urban der Gewerkschaft IG Metall bei und engagierte sich vor allem in der örtlichen und regionalen Bildungsarbeit. Nach seinem Studium wurde er 1991 hauptamtlicher Gewerkschaftssekretär der IG Metall bei der Bezirksleitung Frankfurt am Main. Ein Jahr später wechselte Urban zum Vorstand der IG Metall in die Abteilung Sozialpolitik.
Seit 1998 war Urban Leiter der Abteilung Sozialpolitik (ab 2001 Funktionsbereich Sozialpolitik) beim Vorstand der IG Metall. 2001 absolvierte er einen Forschungsaufenthalt als Gastwissenschaftler am Wissenschaftszentrum Berlin für Sozialforschung (WZB). Im Jahr 2003 wurde Urban am Fachbereich Gesellschaftswissenschaft und Philosophie der Philipps-Universität Marburg mit der Dissertation Über Wettbewerbskorporatismus und soziale Politik. Zur Transformation wohlfahrtsstaatlicher Politikfelder am Beispiel der Gesundheitspolitik promoviert. Im selben Jahr wurde er Leiter des Funktionsbereichs Gesellschaftspolitik/Grundsatzfragen/Strategische Planung beim Vorstand der IG Metall. Seit 2007 ist Hans-Jürgen Urban Geschäftsführendes Vorstandsmitglied der IG Metall und dort für Sozialpolitik, Gesundheitsschutz und Arbeitsgestaltung zuständig. Im Jahr 2014 habilitierte sich Hans-Jürgen Urban an der Universität Jena, wo er danach am Institut für Soziologie als Privatdozent tätig war. Im Juni 2023 folgte die Bestellung als Honorarprofessor für Soziologie. Die Antrittsvorlesung hatte das Thema „Gewerkschaftliche Macht und die Verwilderung der Arbeitsbeziehungen“.
Urban ist Mitglied des Verwaltungsrats der Bundesagentur für Arbeit. Er ist ferner stellvertretender Aufsichtsratsvorsitzender der Salzgitter Stahl GmbH sowie Mitglied der Aufsichtsräte der Salzgitter AG, der Servicegesellschaft DGB-Index Gute Arbeit und der DGB Rechtsschutz GmbH. Seit 2011 gehört er dem Herausgeberkreis der politisch-wissenschaftlichen Monatszeitschrift Blätter für deutsche und internationale Politik an. Auf Vorschlag der Linken-Landtagsfraktion in Hessen wurde er zum Mitglied der 17. Bundesversammlung gewählt.

## Politische Orientierung
Urban tritt für eine gewerkschaftspolitische Autonomie und parteipolitische Unabhängigkeit der Gewerkschaften ein. Er sieht die Gewerkschaften in der aktuellen Periode des Kapitalismus in der Rolle eines „konstruktiven Veto-Spielers“, der seine Veto-Macht zur Verhinderung problemverschärfender Modernisierungsstrategien nutzt und gleichzeitig eigene, konstruktive Beiträge zur solidarischen Weiterentwicklung von Arbeit, Politik und Gesellschaft macht. Die nötigen Machtressourcen für eine solche Politik müssen die Gewerkschaften in den Kernfeldern der Betriebs- und Tarifpolitik generieren und in den Rahmenfeldern der Wirtschafts-, Sozial- und Gesellschaftspolitik sichern und verstärken. Zugleich engagiert er sich für das Projekt einer „Ökologie der Arbeit“, in der die Dekarbonisierung der kapitalistischen Produktions- und Lebensweise mit einem aktiv intervenierenden Wirtschafts- und Sozialstaat und einer durchgreifenden Demokratisierung von Betrieben und Wirtschaft verbunden wird.

## Mitgliedschaften
- Beirat der „wissenschaftlichen Vereinigung für Kapitalismusanalyse und Gesellschaftspolitik e. V.“ (WissenTransfer)
- Forum Gewerkschaften der Zeitschrift „Sozialismus“
- Kuratorium[4] des „Institut Solidarische Moderne“

## Veröffentlichungen

### Monografien
- ABC zum Neoliberalismus. VSA, Hamburg 2006, ISBN 3-89965-195-2.
- Zusammen mit Jürgen Peters, Georgios Arwanitidis, Claus Matecki: Aufbruch in Zeiten des Umbruchs. VSA, Hamburg 2007, ISBN 978-3-89965272-7.
- Zusammen mit Richard Detje, Klaus Pickshaus: Arbeitspolitik kontrovers. VSA, Hamburg 2008, ISBN 3-89965-148-0.
- Zusammen mit Joachim Beerhorst: Handlungsfeld europäische Integration. VSA, Hamburg 2008, ISBN 3-89965-124-3.
- Der Tiger und seine Dompteure. Gewerkschaften und Wohlfahrtsstaat unter dem Druck der Finanzmärkte. VSA, Hamburg 2013, ISBN 978-3-89965-589-6.
- Gute Arbeit in der Transformation. Über eingreifende Politik im digitalen Kapitalismus. VSA, Hamburg 2019, ISBN 978-3-96488-012-3.
- Zusammen mit Stephan Hebel: Krise. Macht. Arbeit. Über Krisen des Kapitalismus und Pfade in eine nachhaltige Gesellschaft. Campus, Frankfurt am Main 2023, ISBN 978-3-59351-801-5.

### Herausgeberschaften
- Zusammen mit Michael Buckmiller, Frank Deppe: Antagonistische Gesellschaft und politische Demokratie. VSA, Hamburg 2006, ISBN 3-89965-196-0.
- Zusammen mit Frank Deppe, Horst Schmitthenner (Hrsg.): Notstand der Demokratie. VSA, Hamburg 2008, ISBN 978-3-89965-283-3.
- Zusammen mit Christoph Ehlscheid, Axel Gerntke (Hrsg.): Der neue Generationenvertrag. Sozialstaatliche Erneuerung in der Krise. VSA, Hamburg 2010, ISBN 978-3-89965-369-4.
- Zusammen mit Lothar Schröder: Gute Arbeit. Ökologie der Arbeit. Impulse für einen nachhaltigen Umbau. (= Ausgabe 2018). Bund-Verlag, Frankfurt am Main 2018, ISBN 978-3-7663-6634-4.
- Zusammen mit Lothar Schröder: Gute Arbeit. Transformation der Arbeit. Ein Blick zurück nach vorn. (= Ausgabe 2019). Bund-Verlag, Frankfurt am Main 2018, ISBN 978-3-7663-6788-4.
- Zusammen mit Christoph Schmitz: Demokratie in der Arbeit. Eine vergessene Dimension der Arbeitspolitik? Bund-Verlag, Frankfurt am Main 2021, ISBN 978-3-7663-6917-8.
- Zusammen mit Christoph Schmitz: Arbeitspolitik nach Corona. Probleme, Konflikte, Perspektiven. Bund-Verlag, Frankfurt am Main 2022, ISBN 978-3-7663-6964-2.
- Zusammen mit Christoph Schmitz: Das neue Normal. Konflikte um die Arbeit der Zukunft. Bund-Verlag, Frankfurt am Main 2023, ISBN 978-3-7663-7222-2.
- Gute Arbeit gegen Rechts. Arbeitspolitik: Theorie, Praxis, Strategie. VSA, Hamburg 2024, ISBN 978-3-96488-225-7.
- Zusammen mit Fabian Hoose, Claudia Niewerth, Manfred Wannöffel: Mitbestimmung und Partizipation 2030. Demokratische Perspektiven auf Arbeit und Beschäftigung. Nomos, Baden-Baden 2025, ISBN 978-3-7560-3028-6.

### Aufsätze
- Gewerkschaften als konstruktive Vetospieler. Kontexte und Probleme gewerkschaftlicher Strategiebildung. In: Forschungsjournal NSB, Jg. 18, 2/2005, S. 44–60, PDF-Datei.
- Zusammen mit Thomas Gerlinger: Gesundheitspolitik in Europa. Über die Europäisierung und Ökonomisierung eines wohlfahrtsstaatlichen Politikfelder. In: Kölner Zeitschrift für Soziologie und Sozialpsychologie, Sonderheft: 46, 2006, Soziologie der Gesundheit. Herausgegeben von Claus Wendt, Christof Wolf.
- Umverteilung. In: Ulrich Brand, Bettina Lösch, Benjamin Opratko, Stefan Thimmel (Hrsg.): ABC der Alternativen 2.0. Von Alltagskultur bis Zivilgesellschaft. VSA Verlag, Hamburg 2012, ISBN 978-3-89965-500-1, S. 308–309, PDF-Datei.
- Impulse aus der Tiefe – Marx und die Gewerkschaften heute. In: Karl Marx – Ratgeber der Gewerkschaften. VSA, Hamburg 2019, ISBN 978-3-96488-007-9, S. 89–109.

### Interview
- Wir haben es mit einer neuen Maßlosigkeit zu tun. In: Magazin Mitbestimmung 03/2008, Text Online bei der Hans Böckler Stiftung.